# Comando Ttotto
El Comando Ttotto fue un grupo de la banda terrorista ETA, concretamente encuadrado dentro del 'complejo Donosti', que estuvo operativo hasta su desmantelamiento en febrero de 2001, cuando se produjo la detención de José Íñigo Guridi Lasa. Su principal campo de acción fue Guipúzcoa, aunque también realizaron atentados en otras provincias como Huesca, Navarra y Soria.
Se le puso el nombre de Ttotto como homenaje a José Luis Geresta, alias Ttotto, uno de los asesinos de Miguel Ángel Blanco, fallecido en 1999 en extrañas circunstancias.

## Principales componentes
- José Íñigo Guridi Lasa[1]
- Asier Arzalluz Goñi
- Aitor Aguirrebarrena Beldarrain

## Atentados
- 07/05/2000: asesinato del periodista José Luis López de la Calle en Andoáin (Guipúzcoa).[2]
- 16/07/2000: atentado contra la casa-cuartel de Ágreda (Soria).
- 20/08/2000: asesinato de dos guardias civiles en Sallent de Gállego (Huesca).
- 10/09/2000: destrucción con explosivos de la Discoteca Txitxarro, Deva (Guipúzcoa).
- 14/09/2000: atentado contra José Ramón Recalde, que resulta gravemente herido, en San Sebastián.
- 23/10/2000: asesinato en Vitoria de Máximo Casado Carrera, funcionario de la prisión de Nanclares de la Oca (Álava).
- Noviembre de 2000: colocación de un artefacto explosivo en una casa de Cintruénigo (Navarra) que antes había estado habitada por un guardia civil.
- 22/02/2001: explosión de varias bombas en el centro de menores de Zumárraga (Guipúzcoa).[3]
- 22/02/2001: atentado contra el concejal del PSOE Iñaki Dubreuil, que resulta herido, en el que acaban muriendo dos trabajadores de la empresa Elektra. Martutene (Guipúzcoa).

## Detenciones
- 22/02/2001: detención en Francia de Guridi Lasa.
- 04/06/2002: detenidos Asier Arzalluz Goñi y Aitor Agirrebarrena en la comuna francesa de Aubusson.